# Распределение степеней

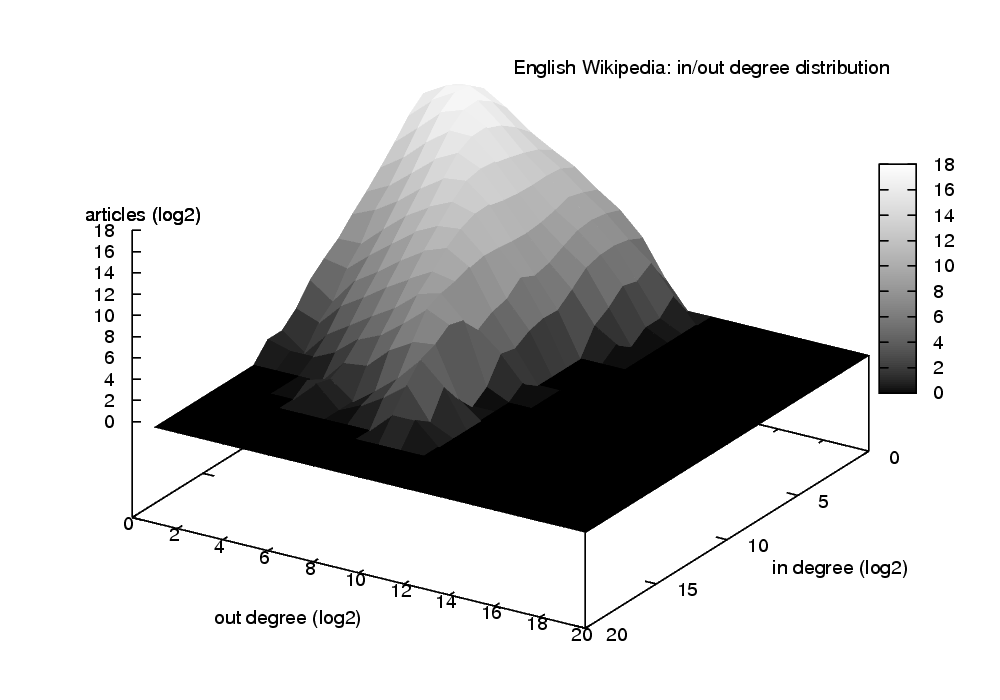
Распределение входящих/исходящих степеней для графа гиперссылок Википедии (логарифмический масштаб)

В исследованиях графов и сетей: степенью узла сети называют число его связей с другими узлами. Распределение степеней (узлов, вершин) - это распределение вероятностей степеней во всей сети. 

## Определение
Степень узла в сети (иногда некорректно путают со связностью) - это число связей или рёбер между этим узлом и другими узлами. Если граф является ориентированным, т.е. рёбра имеют направления от одного узла к другому, то узлы имеют два значения степени: входящую степень как число входящих рёбер и исходящую степень как число исходящих рёбер. 
Распределение степеней P(k) графа определяется как доля узлов, имеющих степень k. Таким образом, если есть в общей сложности n узлов в сети и из них nk имеют степень k, то P(k) = nk/n.
Ту же информацию иногда представляют в форме кумулятивного распределения степеней - это доля узлов со степенью меньше k - или в виде комплементарного кумулятивного распределения степеней - это доля узлов со степенью, большей или равной k (1 - C, если C - это кумулятивное распределение степеней;  т.е. дополнение к C).

## Наблюдаемые распределения степеней
Распределения степеней очень важны в исследованиях как реальных сетей, таких как Интернет и социальные сети, так и теоретических сетей.  Простейшая модель сети, например, случайный граф (Бернулли), в котором каждый из n узлов соединяется (или не соединяется) с другими узлами с независимой вероятностью p (или 1 − p), имеет биномиальное распределение степеней k:
{\displaystyle P(k)={n-1 \choose k}p^{k}(1-p)^{n-1-k},}
(или распределение Пуассона при бесконечном n). Тем не менее, распределения степеней большинства сетей реального мира существенно отличаются от вышеуказанных. У многих из них распределение существенно скошено вправо, что означает, что значительное большинство узлов имеют малую степень, но небольшое число узлов, известных как "хабы", имеют высокую степень. В некоторых сетях, среди которых заслуживают особого упоминания Интернет, Всемирная паутина, а также некоторые социальные сети, обнаружены распределения степеней, приблизительно соответствующие степенному распределению: P(k) ~ k−γ, где γ - это константа. Такие сети называются безмасштабными и привлекают особое внимание из-за своих структурных и динамических свойств.